# Miroslav Vajs
Miroslav Vajs (født 27. juli 1979 i Skopje, Jugoslavien) er en makedonsk tidligere fodboldspiller (forsvarer).
Vajs spillede i perioden 2002-2008 ni kampe for Makedoniens landshold. På klubplan repræsenterede han blandt andet Vardar og Rabotnički i hjemlandet, samt Rijeka og Hajduk Split i Kroatien.